# Lenormand karte
Lenormand karte, igrače karte za gatanje prozvane prema znamenitoj francuskoj gatari Marie Anne Lenormand (1772.-1843.). Predstavljaju najpopularnije karte za proricanje sudbine nakon tarot karata. Danas se gotovo bez iznimke koristi manji špil koji se sastoji od trideset i šest karata, koji je nastao početkom 19. stoljeća. Veliki špil je koristila sama Madam Lenormand i taj se sastoji od pedeset i četiri karte, a stvoren je prema uzoru na tarot karte poznatog francuskog okultiste Etteille (1738.-1791.).
Prve karte nazvane njenim imenom počele su se proizvoditi svega nekoliko godine nakon smrti Madam Lenormand, točnije 1845. godine. Tada je izdan špil od 54 karte za gatanje uz pet knjiga koje su se bavile temama astrologije, hiromantije i drugih oblika gatanja. Godine 1850. tiskan je manji špil, Petite Lenormand, koji se sastojao od 36 karata i taj je špil češći u zemljama njemačkog govornog područja.

## Trideset i šest karata manjeg špila karata
| Broj | Ime                 | Osnovno značenje |
| ---- | ------------------- | --- |
| 01.  | Kavalir             | na udaljenom mjesto je nositelj dobrih vijesti izdaleka. Ukoliko se nađu Oblaci između te karte i osobne karte, onda znači loše vijesti |
| 02.  | List djeteline      | okružen Oblacima predkazuje tugu. Ukoliko je ova karta blizu osobe, tuga će biti kratkotrajna i ispostavit će se da je bila preduvjet za bolje sutra. Ako u blizini karte nema Oblaka, onda donosi sreću i dobrobit                                                             |
| 03.  | Brod                | nasljedstvo ili novčana transakcija donose prosperitet. Ukoliko je karta Brod blizu osobne karte, to predkazuje ukrcavanje na dugo putovanje |
| 04.  | Kuća                | ukoliko je blizu osobe naznačuje sreću u svim poslovima. Ako se nalazi u središtu postavljenih karata, onda označava upozorenje da se osoba pripazi onih koji su oko nje. |
| 05.  | Stablo              | ako je daleko od osobne karte, predstavlja dobro zdravlje, snagu, dugoročnu sreću i ispunjenje želja |
| 06.  | Oblaci              | ako su svjetliji oblaci okrenuti prema osobnoj karti, ova karta oznaćava sreću, a ukoliko je okrenuta tamnija strana prema osobi, onda predstavlja zloglasan predznak. |
| 07.  | Zmija               | ovisno o tome koliko je blizu ili udaljena od osobe naznačuje i sugerira izdaju ili gubitak ili licemjerje |
| 08.  | Lijes               | znači nesreću, bolest ili gubitak, a težina toga mjeri se blizinom ili udaljenošću od osobne karte |
| 09.  | Buket cvijeća       | vjesnik je velike sreće |
| 10.  | Kosa                | predznak je neposredne opasnosti koja neće potrajati ukoliko su okolne karte pozitivne. |
| 11.  | Prut                | sugerira obiteljske probleme poput obiteljskih nesuglasica ili bolesti, ovisno o poziciji u odnosu na osobu kojoj se gata |
| 12.  | Ptice               | predznak je kratkotrajnih problema ili uspješnog putovanja ako je karta udaljena od osobe kojoj se gata |
| 13.  | Dijete              | naznačuje ugodne odnose, ljubaznost i nježnost |
| 14.  | Lisica              | ako se nalazi blizu osobe kojoj se gata predstavlja upozorenje na prevrtljive i zavidne ljude, dok na blizini nema neko posebno značenje |
| 15.  | Medvjed             | na udaljenom položaju predstavlja sreću, dok blizu ispitivača savjetuje oprez na zlo u blizini i zavidne ljude |
| 16.  | Zvijezda            | predznak je sreće u svim aspektima života, ali ako su u blizini te karte Oblaci onda ukazuje na neminovnu nesreću |
| 17.  | Roda                | pretkazuje na promjene u neposrednoj okolini ako se nalazi blizu osobne karte, ali ako je udaljena od osobne karte onda naznačuje okolnosti koje će odgoditi ili čak spriječiti te promjene                                                                                     |
| 18.  | Pas                 | ukazuje na lojalne prijatelje ako se nalazi u blizini osobne karte i suprotno tome, ukazuje na neprijatelje ukoliko se nalazi daleko od osobne karte. Ako se u blizini ove karte nalazi karta Oblaci, u tom je slučaju ova karta upozorenje da se treba čuvati na laži i izdaje |
| 19.  | Kula                | znak dugog i sretnog života, ali ako se u blizini nalaze oblaci predstavlja suprotnost tome |
| 20.  | Vrt                 | u blizini osobne karte pretkazuje društveni uspon te brojne i dostojne prijatelje, no ako se nalazi dalje od osobne karte onda predstavlja upozorenje na društvo kojem se ne može vjerovati                                                                                     |
| 21.  | Planina             | u blizini predočuje moćne neprijatelje, ali u daljini znači trajno prijatlejstvo |
| 22.  | Putevi              | bez Oblaka predstavlja izbavljivanje iz sadašnjih neprilika. Međutim, prisutnost Oblaka znači da nema mogućnosti za izlazak iz neprilika |
| 23.  | Miš                 | znači lopovluk. Ako je ova karta blizu osobne karte to znači da se može očekivati povratak ukradenih stvari, ali ako je daleko onda znači da se osoba mora pomiriti s trajnim gubitkom                                                                                          |
| 24.  | Srce                | siguran znak sreće i radosti |
| 25.  | Prsten              | ukoliko se nalazi na desnoj strani postavljenih karata, pretkazuje sretan brak, ali ako se nalazi na lijevoj strani ili dalje od osobne karte naslućuje nevjernost i bolni rastanak                                                                                             |
| 26.  | Knjiga              | znači tajnu |
| 27.  | Pismo               | ukazuje na dobre vijesti izdaleka, no ako su Oblaci u blizini vijesti će biti loše |
| 28.  | Muškarac (Gospodin) | osobna karta muške osobe kojoj se gata |
| 29.  | Žena (Mlada dama)   | osobna karta ženske osobe kojoj se gata |
| 30.  | Ljiljani            | iznad osobne karte otkrivaju vrline osobe kojoj se gata, a ispod njenu ozloglašenost. Također, ukoliko se ova karta nalazi u blizini osobne karte pretkazuje sretan život, a ukoliko je okružena oblacima onda pretkazuje obiteljske brige                                      |
| 31.  | Sunce               | u blizini osobne karte širi srećžu, život i dobrobit, dok u daljeni donosi nazadovanje i anksioznosti u osobnim težnjama |
| 32.  | Mjesec              | u blizini pretkazuje veliku čast, a u daljini je vjesnik nevolje |
| 33.  | Ključ               | sugerira uspjeh ukoliko je blizu i neuspjeh ako je daleko |
| 34.  | Riba                | pretkazuje veliku sreću na moru i dobre pothvate, a u daljini pretkazuje prepreke u ispunjavanju najozbiljnijih ambicija |
| 35.  | Sidro               | predznak je komercijalnog uspjeha i prosperiteta u pomorskim pothvatima, ali i uzvraćene ljubavi, a u daljini je predznak gorkog razočarenja |
| 36.  | Križ                | uvijek je zlokoban predznak; međutim ukoliko je u blizini osobne karte pretkazuje kratkotrajnu nesreću |

## Postavljanje karata
Postoje dva najpoznatija načina postavljanja Lenormand karata kako bi se gatala sudbina čitanjem iz njih. Prvi postupak je slaganje redova. Potrebno je prvo promiješati karte i zatražiti od postavljača pitanja da ih prereže. Karte je potom potrebno postaviti s otvorenim licem u četiri reda po devet karata. Međutim, zadnje četiri izvučene karte treba staviti u peti red slijeva na desno, na način da prva od četiri karte počinje ispod treće karte u četvrtom redu. Osobna karta zavisi od spola postavljača pitanja. Ako se radi o ženi, onda je to karta pod brojem 29, a ako je postavljač pitanja muškarac, onda je to karta pod brojem 28.
Početno pitanje je potrebno sročiti s velikim oprezom i preciznošću. Kod odgovaranja na pitanje, nikada se ne smije odgovarat na pojedinačnu kartu, već se kod pretkazanja moraju uzeti u obzir sve karte koje su u odnosu s određenom kartom. U pojedinim slučajevima okolne karte mogu u potpunosti izmijeniti temeljno značenje središnje karte na koju je usmjerena pažnja prilikom davanja odgovora.
Drugi način gatanja predviđa postavljanje sedam karata u liniji na način da postavljač pitanja mora prvo izabrati dvije karte od kojih će prva predstavljati situaciju na koju se traži odgovor, a druga cilj  odnosno rješenje problema na koji se traži odgovor. Nakon toga, postavljač pitanja mora izvući pet karata koje mogu voditi od situacije do cilja.